# Sebastiaan Bowier
Sebastiaan Bowier (Rotterdam, 23 agosto 1987) è un ciclista olandese.

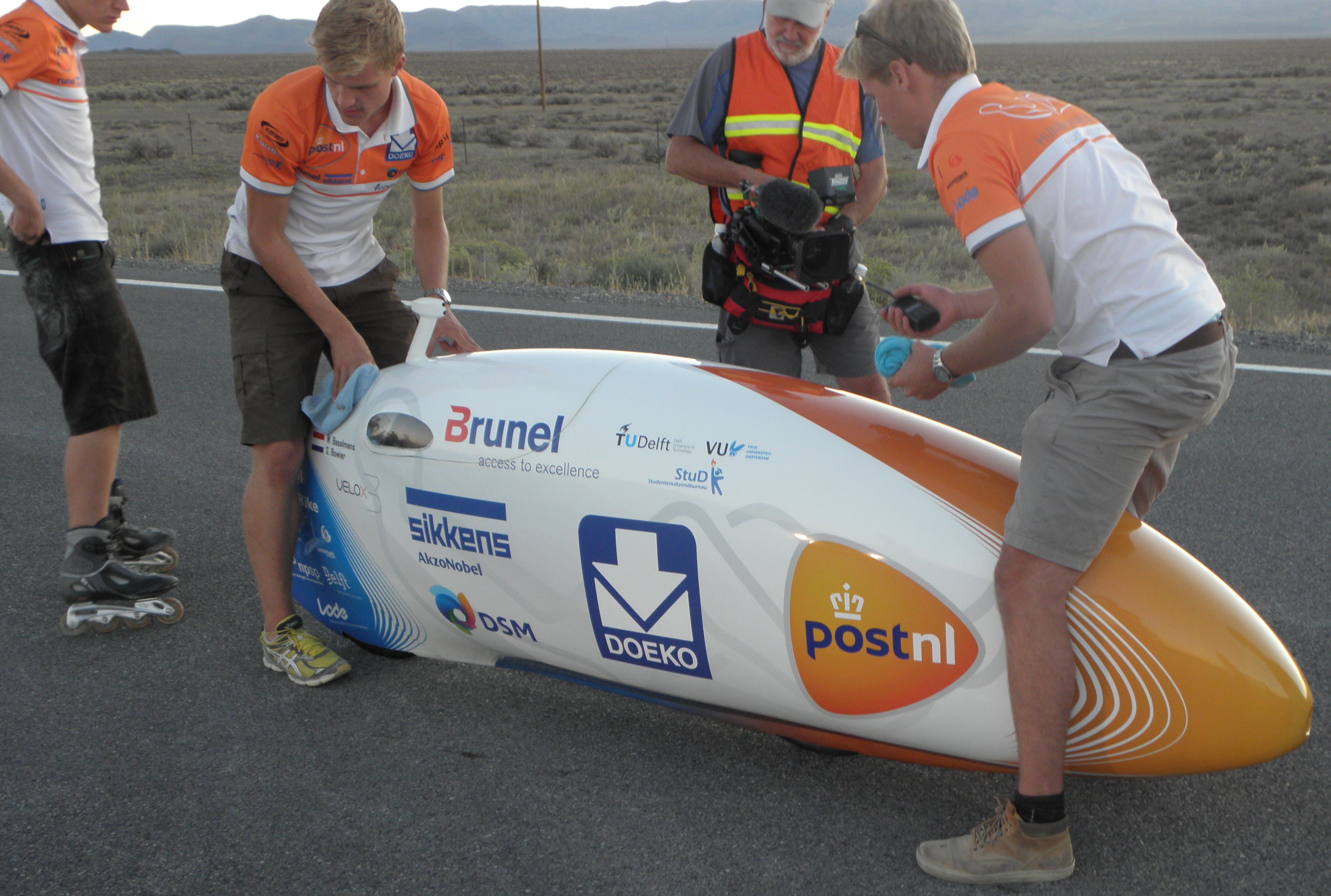
Il veicolo del record

Il 15 settembre 2013 nel deserto del Nevada ha stabilito il record di velocità in bicicletta con 133.78 km/h, superando il primato precedente stabilito dal canadese Sam Whittingham di 0,6 km/h.